# Fritz Eichler (Designer)
Fritz Eichler (* 24. Februar 1911 in Differdingen, Luxemburg; † 17. August 1991 in Königstein) war ein deutscher Kunsthistoriker, Maler, Regisseur und Produktdesigner. Er war der erste Design-Direktor der Firma Braun.

## Leben
Eichler studierte Kunstgeschichte und Theaterwissenschaften in Berlin und München mit Schwerpunkt Kindertheater. 1935 promovierte er in Theaterwissenschaften mit einer Arbeit zum Thema Handpuppen und Marionettenspiel. Im Zweiten Weltkrieg war er Heeresfunker. 1945 siedelte er nach Frankfurt am Main um, wo er als Regisseur und kommerzieller Filmemacher tätig wurde. Ab 1953 war er selbstständig tätig, bevor er 1955 bei Braun angestellt wurde, wo er zunächst Werbefilme produzierte. 1960 wurde Eichler Leiter des Braun-Design-Abteilung. Er blieb im Angestelltenverhältnis bis zu seinem Wechsel in den Aufsichtsrat 1973. Diesem gehörte er bis 1990 an. Bei Braun war er zuständig für die Zusammenarbeit mit der Hochschule für Gestaltung Ulm, wo er sich unter anderem intensiv mit Otl Aicher und Hans Gugelot austauschte.
Als enger Freund und Berater von Erwin Braun, den er im Zweiten Weltkrieg kennengelernt hatte, entwickelte er sich innerhalb kurzer Zeit zur obersten Instanz in ästhetischen Fragen. Als erster Design-Direktor war Eichler mit seinem Mitarbeiter Dieter Rams verantwortlich für Brauns Design-Programm und dessen Philosophie.

## Werk

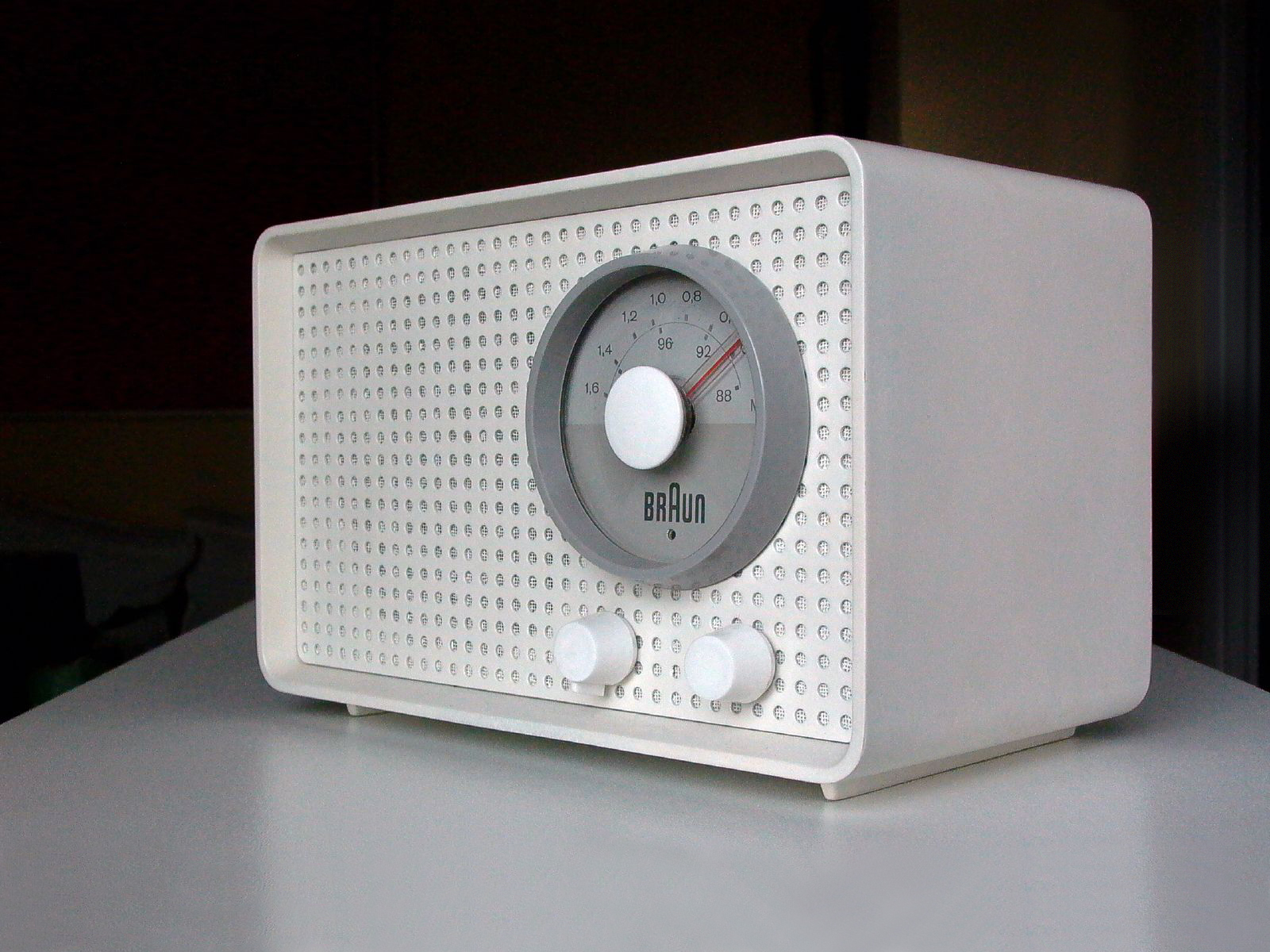
Braun SK 2 Radio (1960)

Eichler war bei Spielfilmen vor allem Spezialist für Kinderregie. Die bekanntesten Filme, bei denen er mitwirkte, waren Hab Sonne im Herzen mit Liselotte Pulver und Carl Wery sowie das Das Doppelte Lottchen, bei dem er auf Anfrage von Erich Kästner und Josef von Báky die Regie der Zwillinge übernahm.
Bei Braun sollte Eichler, beeindruckt vom Bauhaus Dessau, „das Produktionsprogramm von allem Schwulst befreien“. Er war durchgehend für die Farbgebung der Produkte zuständig, wie beispielsweise für die Radio-Plattenspieler-Kombination Braun SK 4, die Schneewittchensarg genannt wurde, und den Elektrorasierer Sixtant. Ein Produkt, das Eichler gemeinsam mit Artur Braun designt hat, war das Tischradio Braun SK 1 von 1955.
Einige Produkte aus dem Werk Eichlers gehören zur Design-Sammlung des Museum of Modern Art in New York.
Für Eichler war Design ein in einem kulturellen Rahmen integriertes interdisziplinäres Projekt, angesiedelt zwischen Technik, Werbung und Marketing.
Dem Braun Design und damit auch Fritz Eichler wird ein prägender Einfluss auf aktuelle Konsumprodukte wie etwa denen von Apple nachgesagt.
Wegen seiner Affinität zum Kindertheater und der Kinderregie wurde Eichler auch als Kinderbuchautor tätig.

## Arbeitsweise
In einem Interview antwortet Eichler auf die Frage wie er als gelernter Film- und Theaterregisseur in die Elektroindustrie ankam wie folgt in seiner Bescheidenheit:

„…wir waren auf der Suche und es gab keine klare Antwort auf die Frage, wie denn Geräte oder auch die Werbung für den modernen Lebensstil aussehen sollte. Sie fragten nach meinem Beitrag bei der Suche. Das ist einfach zu beantworten. Ein guter Theaterregisseur spricht mit den Schauspielern er entwickelt und verwirft Szenen, verändert das Bühnenbild versucht aus allen Bereichen des Lebens Anregungen zu bekommen Er ist dabei ständig im Gespräch, er fasst zusammen, er muss an sein Budget und an die Zuschauer – und auch an die Kritiker denken. Diese Arbeitsweise brachte ich bei Braun ein. Dazu meine künstlerische orientierte Sichtweise [...]. Wir diskutierten [...]. Meine Arbeit bei Braun unterschied sich also gar nicht so sehr von meiner Theater- und Filmarbeit. Ich war der Gesprächspartner.“

## Ausstellungen
- 1969: What is Design?/Qu'est-ce que le design?, mit Charles Eames, Verner Panton, Joe K. Colombo und Roger Tallon, Centre de création industrielle, Louvre, Paris[18]
- 2016: RADIO Zeit. Röhrengeräte, Design-Ikonen, Internetradio, Museum für Angewandte Kunst Köln[19]